# 조원중학교
조원중학교(棗園中學校)는 대한민국 경기도 수원시 장안구 조원동에 있는 공립 중학교이다.

## 학교 연혁
- 2004년 12월 27일 : 조원중학교 8학급 설립 인가 (완성 30학급)
- 2005년 2월 4일 : 수원교육청 신입생 배정 8학급 (326명)
- 2005년 2월 20일 : 학교 준공
- 2005년 3월 1일 : 초대 정해천 교장 취임
- 2005년 3월 4일 : 제1회 입학식 (326명 8학급)
- 2008년 2월 14일 : 제1회 졸업식 (320명)
- 2021년 9월 1일 : 제6대 권현주 교장 취임
- 2024년 1월 5일 : 제17회 졸업식 (234명) 총 졸업생 5,007명
- 2024년 3월 4일 : 제20회 입학 (239명 8학급)

## 참고 자료
- 조원중학교 - 한국교육학술정보원 학교알리미